# 아돌프 멩고티
아돌프 멩고티(프랑스어: Adolphe Mengotti, 1901년 11월 12일, 카스티야 이 레온 주 바야돌리드 ~ 1984년)는 스위스의 전 축구 선수로, 1924년 하계 올림픽에 참가했었다. 그는 현역 시절에 세르베트와 레알 마드리드에서 활약했었다. 그는 은메달을 딴 스위스 올림픽 선수단의 일원이기도 했다.

## 수상
레알 마드리드
- 코파 델 레이 준우승: 1924

스위스
- 하계 올림픽 은메달: 1924